# 五行星尼斯模型
五行星尼斯模型是早期太陽系的數值模型，是尼斯模型的修正變體。它以五顆巨行星開始，這四顆行星今天存在，加上土星和天王星之間的一顆冰巨行星，形成一系列平均運動共振。 
在共振鏈斷裂後，五顆巨行星經歷了一段行星驅動的遷徙的時期，然後是一段軌道不穩定的時期：行星之間的引力相遇與原始尼斯模型中的相似。在不穩定期間，這顆額外的巨行星被向內散射到木星穿越軌道上，並在與木星相遇後被逐出太陽系。此模型於2011年首次正式提出，此前模擬表明，它比四行星尼斯模型更有可能再現當前的太陽系。

## 一個五行星的尼斯模型
以下是五行星尼斯模型的一個版本，該模型導致了早期的不穩定性，並再現了當前太陽系的許多方面。儘管在過去，巨行星的不穩定性與晚期重轟炸有關，但最近的一些研究表明，巨行星不穩定性發生在早期
。太陽系可能與另一個共振鏈中的巨行星有開始。
太陽系以木星、土星和三顆冰巨星以3:2、3:2、2:1、3:2的共振鏈結束其星雲相，半長軸的範圍為5.5-20AU。一個由星子組成的緻密圓盤，從24天文單位延伸到30天文單位，在這些行星之外的軌道上運行。這個圓盤中的星子由於它們之間的引力相互作用而被攪動，增加了它們軌道的偏心率和傾角。當這種情況發生時，圓盤會擴散，將其內緣推向巨行星的軌道。外盤中的星子之間的碰撞也會產生碎片，這些碎片在一連串的碰撞中被磨成灰塵。由於坡印廷-羅伯遜阻力，塵埃朝向行星螺旋向內，最終到達海王星的軌道。與塵埃或向內散射的星子的引力相互作用使巨行星在氣體盤消散約1,000萬年後逃離共振鏈。
然後，當行星與越來越多的星子相遇並交換角動量時，它們會經歷星子驅動的遷移。在這些相遇過程中，因為大多數散射向外的星子會再次相遇，而一些向內散射的星子在遇到天王星後會被封鎖返回，發生了星子的淨向內轉移和海王星的向外遷移。天王星、土星和額外的冰巨星也發生了類似的過程，導致它們向外遷移，星子從外繼續向內轉移到木星。相比之下，木星將大部分星子從太陽系中噴出，並因此向內遷移。1000萬年後，行星的發散遷移導致共振交叉，激發了巨行星的偏心性，並在海王星接近28天文單位時破壞了行星系統的穩定。
在這種不穩定過程中，額外的冰巨行星被噴出。這顆額外的冰巨行星在離心率增加後，進入土星穿越軌道，並被土星向內散射到木星穿越軌道上。與這顆冰巨行星的反復引力相遇會導致木星和土星的半長軸跳躍，導致它們的軌道逐步地分離，並導致它們的週期比率迅速增加，直到大於2.3。因為這些相遇增加了其軌道的離心率和半長軸，這顆冰巨行星還與天王星和海王星相遇，並穿過小行星帶的一部分。10,000–100,000年後，這顆冰巨行星在與木星相遇後被逐出太陽系，成為一顆星際行星。剩下的行星繼續以下降的速度遷移，並隨著大部分剩下的星盤被移除而慢慢接近它們的最終軌道。

## 太陽系效應
巨行星的遷移和它們之間的相遇對外太陽系有很多影響。巨行星之間的引力相遇激發了它們軌道的離心率和傾角。被海王星向內散射的星子進入行星交叉軌道，在那裡它們可能會撞擊行星或它們的衛星。這些星子的撞擊在外行星的衛星上留下環形山和撞擊盆地，並可能導致其內部衛星的破裂。一些星子是跳躍-捕獲；就像木星特洛伊一樣，當木星與噴出的冰巨行星相遇時的半長軸跳躍。後來，當木星和土星接近平均運動共振時，可以通過原始尼斯模型中描述的機制捕獲其它木星特洛伊。
在噴出的冰巨行星與其它行星相遇的過程中，其它星子通過三體相互作用被捕獲為巨行星的不規則衛星。不規則衛星從大範圍的傾斜開始，包括順行、逆行和垂直軌道。由於古在機制，垂直軌道上的粒子數後來减少，而另一些則因它們之間的碰撞而破碎。行星之間的相遇也可以擾動常規衛星的軌道，並可能負責伊阿珀托斯的軌道。當土星與海王星緩慢穿過自旋軌道共振時，土星的旋轉軸可能已經傾斜。
在海王星的遷移過程中，許多小行星也被植入海王星軌道以外的各個軌道上。 當海王星向外遷移幾個天文單位時，熱傳統柯伊伯帶和離散盤形成，因為海王星向外散射的一些小行星在共振中被捕獲，通過古在機制經歷離心率與傾角的交換，並被釋放到更高的近日點，穩定的軌道上。在海王星的2:1共振中捕獲的小行星，在與冰巨行星的相遇導致其半長軸向外跳躍時被釋放，在冷傳統柯伊伯帶中留下了一組半長軸在44天文單位附近，低傾角、低離心率的物體。 這個過程避免了與海王星的近距離接觸，允許鬆散結合的聯星，包括「藍色」聯星，生存下來。由於在這次相遇中，海王星的3:2共振釋放了類似的物體，因此避免了過量的低傾角冥族小天體。海王星在相遇後的適度離心率，或其軌道的快速進動，允許冷傳統柯伊伯帶天體的原始盤存活。如果海王星在這次相遇後移動得足夠慢，那麼這些天體的離心率分佈可以被一個席捲的平均運動共振截斷，使其接近海王星的7:4共振。當海王星慢慢接近其當前軌道時，物體被留在離散盤中的「化石」高近日點軌道上。其它近日點超出海王星軌道，但不夠遠以避免與海王星相互作用的天體仍然是離散天體，而那些在海王星遷移結束時仍處於共振狀態的天體，則形成了海王星軌道之外的各種共振群。散射到非常大的半長軸軌道上的物體的近日點可以通過銀河系潮汐或經過恆星的擾動來抬升，從而使它們沉積在歐特雲中。如果假設的第九行星在不穩定時處於其提議的軌道上，那麼一個大致呈球形的物體雲將被捕獲，其半長軸範圍從幾百到幾千個天文單位不等。
在內太陽系中，不穩定性的影響隨其時間和持續時間而變化。早期的不穩定可能是導致火星區域大部分質量消失的原因，使火星比地球和金星小。早期的不穩定也可能導致小行星帶的枯竭，如果它延伸了幾十萬年，它的離心率和傾角也會被激發。小行星碰撞族由於與各種共振的相互作用以及在穿過小行星帶時與冰巨行星的相遇而分散。當它們處於共振狀態或與冰巨星相遇時，其中一些由於與冰巨星的相遇而到達內小行星帶，當它們的遠日點由於與冰巨行星的相遇而降低到木星軌道以內時，來自外側的星子以P和D-型小行星的形式嵌入小行星帶的內側小行星帶。後期的不穩定性必須是短暫的，驅動木星和土星軌道的快速分離，以避免內行星因長期共振掃掠而產生的離心激發。如果小行星帶的初始質量較低，這也會導致小行星軌道發生更溫和的變化，或者，如果它已經被大遷徙耗盡和激發，可能會將它們的離心率分佈轉向當前的分佈。後期不穩定也可能導致大約一半的小行星從之前耗盡的小行星帶核心逃逸（少於原始尼斯模型）。當行星到達現時的位置時，小行星帶的內部延伸被破壞，導致岩石物體對內行星的較小但持續的轟擊。 。

## 尼斯模型的開發

### 四行星模型
目前的行星形成理論不允許天王星和海王星在目前的位置吸積。原行星盤太分散，時間尺度太長 在氣體盤消散之前，它們通過小行星吸積形成，數值模型表明，一旦冥王星大小的小行星形成，以後的吸積就會停止。雖然最近的模型，包括卵石吸積允許更快的生長，但由於與氣體盤的相互作用，行星向內遷移使它們處於更近的軌道上。
現在人們普遍認為，太陽系最初更緊湊，外行星向外遷移到現在的位置。1984年，費爾南德斯（英語：Fernandez）和Ip首次描述了外行星驅動的外行星遷移。這個過程是由行星和來自外盤的小行星之間的角動量交換驅動的。早期的動力學模型假設這種遷移是平滑的。除了再現外行星的當前位置外，這些模型提供了以下解釋：古柏帶中共振天體的數量，冥王星軌道的離心率，熱經典古柏帶天體的傾角和離散盤的保留，古柏帶的質量較低，其外緣的位置接近與海王星的2：1共振。然而，這些模型未能重現外行星的離心率，使它們在遷移結束時具有非常小的離心率。
在最初的尼斯模型中，木星和土星的離心率在穿過它們的2：1共振時被激發，破壞了外太陽系的穩定性。一系列的引力相遇接踵而至，在此期間，天王星和海王星被向外散射到小星子盤中。在那裡，它們向內散佈了大量的小行星，加速了行星的遷移。小行星的散射和穿過小行星帶的共振產生了對內行星的轟擊。除了再現外行星的位置和離心率，原始尼斯模型提供了起源：木星特洛伊，和海王星特洛伊；土星、天王星和海王星的不規則衛星；海王星外天體的各種族群；的大小，以及在正確的初始條件下，後期重轟炸。
然而，如果木星的遷移緩慢而順利，掃掠的長期共振將擾亂太陽系內部物體的軌道。v5的長期共振穿過類地行星的軌道，激發了它們的離心性。當木星和土星慢慢接近2:1的共振時，火星的離心率達到了可能導致行星之間碰撞或火星從太陽系噴出的值。尼斯模型的修訂版從共振鏈中的行星開始，避免了這種緩慢的2:1共振。然而，金星和水星的離心度通常在v5長期共振穿過它們的軌道時被激發超過它們當前的值。小行星的軌道也發生了顯著變化：當低傾角小行星掠過小行星帶時，v16長期共振激發傾斜，ν6長期共振激發離心率，清除低傾角小行星。因此，倖存的小行星帶留下了比現時觀測到的更大比例的高傾角天體。
如果木星遇到其中一個冰巨星，加速其遷移，則可以複製內行星的軌道和小行星帶的軌道分佈。當土星的週期在木星週期的2.1到2.3倍之間時，就會發生激發金星和水星離心並改變小行星軌道分佈的緩慢共振交叉。理論家們提出，之所以避免這些現象，是因為當時木星和土星的發散遷移主要是由行星-行星散射引起的。具體來說，其中一顆冰巨星因與土星的引力相遇而向內散射到木星穿越軌道上，之後又因與木星的引力相遇向外散射。結果，木星和土星的軌道迅速偏離，加速了長期共振的席捲。這種巨行星軌道的演變，類似於系外行星研究人員描述的過程，被稱為跳躍木星場景。

### 行星彈射
在跳躍木星的場景中，冰巨星和木星之間的相遇往往會導致冰巨星被彈射出去。為了保持這顆冰巨星的離心率，它必須通過與星盤的動力摩擦阻尼，使其近日點上升到土星軌道之外。尼斯模型中典型使用的星子盤質量通常不足以實現這一點，因而使得從四顆巨行星開始的系統在不穩定結束時只有三顆巨行星。如果星子盤質量更大，冰巨星的噴出是可以避免的，但隨著更大的星子盤被清除，木星和土星的分離度往往變得太大，它們的離心率也變得太小。這些問題導致美國西南研究院的大衛·內斯沃爾尼（英語：David Nesvorný）提出，太陽系始於五顆巨行星：土星和天王星之間曾經還有一顆海王星質量的行星。通過使用數千次具有各種初始條件的模擬，他發現從五顆巨行星開始的模擬，比再現外行星軌道的可能性是其它數量行星的十倍。大衛·內斯沃爾尼和亞曆山德羅·莫比德利（英語：Alessandro Morbidelli）的一項後續研究發現，木星和土星週期比發生了所需的跳躍，一個五行星系統的模擬中，5%再現了外行星的軌道，而四顆行星系統的模擬不到1%。最成功的一次始於海王星的一次重大遷移，擾亂了星子盤，之後行星相遇才被共振穿越觸發。這减少了長期摩擦，使木星的離心率在共振交叉和行星相遇激發後得以保持。
對比之下，康斯坦丁·貝蒂金、麥克·布朗、和海登·貝茨（英語：Hayden Betts）發現，四行星和五行星系統複製外行星軌道的可能性相似（4%對3%），包括木星和土星離心率的振盪，以及古柏帶的冷熱族群。在他們的研究中，海王星的軌道被要求有一個高離心率的階段，在這個階段，熱粒子被植入。在這一時期，由於與天王星的相互作用，海王星軌道的快速進動對於保存寒冷的經典天體的原始帶也是必要的。對於一個五行星系統，他們發現，如果一萬年後第五顆巨行星被噴出，那麼冷經典帶的低離心率將得到最好的保存。然而，由於他們的研究只考察了外太陽系，因此沒有要求木星和土星的軌道迅速偏離，而這是複製當前內太陽系所必需的。
之前的許多工作也模擬了具有超巨行星的太陽系。湯姆斯、布賴登、吳和拉西奧的一項研究包括對四顆和五顆以共振鏈開始的行星的模擬。四到五顆行星與木星和土星以2:1的共振開始的鬆散共振鏈通常會導致小質量星子盤失去一顆冰巨星。在具有較大星子盤的四行星系統中，避免了行星的損失，但沒有發生行星散射。木星和土星在3:2共振中形成的更緊湊系統，有時會導致木星和土星之間的相遇。 Morbidelli、Tsiganis、Crida、Levison 和 Gomes 從緊湊共振鏈中的四行星系統開始的一項研究，更成功地再現了太陽系。他們還模擬了五行星共振鏈中行星的捕獲，並指出行星具有更大的離心率，並且系統在3,000萬年內變得不穩定。福特和蔣在擁擠的寡頭系統中模擬了行星系統，這是它們在一個更巨大的動態冷卻盤中形成的結果。他們發現，隨著原始圓盤密度的下降，額外的行星將被拋出。相較之下，萊維森（英語：Levison）和莫比德利（英語：Morbidelli）的模擬表明，這些系統中的行星會擴散而不是被拋出。

### 初始條件
巨型行星始於一連串的共振。在它們在原行星盤中形成的過程中，巨行星和氣體盤之間的相互作用導致它們向內太陽遷移。木星的向內遷移一直持續到停止或逆轉，就像大遷徙模型，當它捕捉到一個快速遷移的土星時，它以平均運動共振。隨著三顆冰巨行星也向內遷移，共振鏈被延長，並在進一步的共振中被捕獲。如果行星在3：2、3：2、2：1、3：2共振鏈中被捕獲，當內緣在2 AU，那麼海王星在行星相遇開始之前向外遠距離遷移到小行星盤中是最有可能的。雖然這條共振鏈重現海王星遷移的可能性最高，但如果不穩定發生得早，其他共振鏈也是可能的。
晚期的不穩定可能是在長時間的緩慢塵埃驅動的遷移之後發生的。共振鏈後期的逃逸組合，如尼斯2號模型中所述，海王星的遠距離遷移不太可能。如果離星子盤的內邊緣很近，就會發生早期共振逃逸，如果它很遠，則通常在海王星發生重大遷移之前觸發不穩定。如果早期共振逃逸之後，經過長時間的緩慢塵埃驅動遷移，則可以彌合這一差距。在這種情況下，3：2、3：2、2：1、3：2 以外的共振鏈不太可能出現。對於更緊密的共振鏈，在緩慢遷移過程中會發生不穩定性，而對於更鬆弛的共振鏈，遠處的圓盤會不切實際地變窄。隨著塵埃產生率的下降，塵埃驅動的遷移速度會隨著時間的推移而減慢。因此，不穩定性的時間對決定塵埃產生速率的因素很敏感，例如小行星的大小分佈和強度。

### 不穩定的時間
尼斯模型中不穩定性的時間最初被提出與後期重轟炸期相吻合，這是撞擊率的峰值，被認為發生在太陽系形成後幾億年。然而，最近提出了一些關於尼斯模型不穩定性的時間，它是否是晚期重轟炸的原因，以及是否有替代方案可以更好地解釋相關的隕石坑和撞擊盆地。然而，尼斯模式不穩定性對巨行星軌道和起源於外星子盤的各種小天體群軌道的大多數影響與其時間無關。
具有晚期不穩定性的五行星尼斯模型重現類地行星軌道的概率很低。木星和土星的週期比從小於2.1躍升到大於2.3，以避免在一小部分類比中（7%-8.7%）發生長期共振交叉，而類地行星的離心率，在木星遇到冰巨星時，也會被激發出來。在內森·凱布（英語：Nathan Kaib）和約翰·錢伯斯（英語：John Chambers）的一項研究中，這導致類地行星的軌道在百分之幾的模擬中被複製，只有1%同時複製了類地行星和巨行星的軌道。 這導致凱布和錢伯斯提出，不穩定性發生在類地行星形成之前。然而，木星和土星的軌道週期之比仍然需要跳躍才能重現小行星帶，從而降低了早期不穩定的優勢。拉蒙·布拉瑟、凱文·沃爾什和大衛·內斯沃爾尼之前的一項研究發現，使用選定的五行星模型複製內太陽系的合理幾率（大於20%）。土衛八撞擊盆地的形狀也與晚期的轟炸一致。
經過4億年的碰撞磨削后，星子盤中可能沒有留下足夠的質量來擬合不穩定的模型。如果星子盤的大小分佈最初類似於其當前分佈，並且包括數千顆冥王星質量物體，則會發生顯著的質量損失。這使得盤面的質量低於10顆地球質量，而在當前的不穩定模型中至少需要15顆的地球質量。尺寸分佈也變得比觀察到的要淺。即使模擬從更大的盤面或更陡峭的大小分佈開始，這些問題仍然存在。相較之下，在早期不穩定期間，質量損失要小得多，尺寸分佈變化也很小。如果星子盤在沒有冥王星質量物體的情況下開始，因為它們是由較小的物體形成的，碰撞磨削將開始，時間取決於物體的初始大小和星子盤的質量。
聯星天體，例如 (617) 派特洛克羅斯-梅諾提烏斯，如果不穩定來得太晚，派特洛克羅斯-梅諾提烏斯將因碰撞而分開。派特洛克羅斯和梅諾提烏斯是一對聯星小行星，大小約100公里，軌道間隔為680公里和相對速度約11米/秒。雖然這個聯星仍然存在於一個巨大的星子盤中，但它很容易因碰撞而分離。在模擬中，大約90%的類似聯星每一億年分離一次，4億年後其生存概率降至7 × 10−5。帕特羅克洛斯-梅諾提烏斯（英語：Patroclus- Menoetius）在木星特洛伊中的存在要求這顆巨行星的不穩定性發生在太陽系形成後的1億年內。
外星盤中冥王星質量的物體之間的相互作用可能導致早期的不穩定。最大的星子之間的引力相互作用會動態地加熱圓盤，增加其軌道的離心度。離心度的增加也降低了它們的近日點距離，導致其中一些進入了與外巨行星軌道交叉的軌道。星子和行星之間的引力相互作用使其能够逃離共振鏈，並推動其向外遷移。在模擬中，這通常會導致共振交叉和一億年內的不穩定性。
尼斯模型製造的轟炸可能與後期重型轟炸不匹配。類似於小行星的大小撞擊器分佈會導致太多與較小隕石坑相關的大型撞擊盆地。最內層小行星帶需要不同大小的分佈，可能是因為它的小小行星是少數大小行星碰撞的結果，以滿足這一限制。雖然尼斯模型預測小行星和彗星都會撞擊，大多數證據（儘管不是全部）指向小行星主要的轟炸者。這可能反映了五行星尼斯模型中，彗星轟擊的减少，以及彗星進入內太陽系後的顯著質量損失或解體，可能會遺失彗星轟擊的證據。然而，最近對小行星轟炸的兩次估計發現，這也不足以解釋後期重轟炸期。如果使用不同的隕石坑比例定律，複製後期重轟炸中確定的月球隕石坑和撞擊盆地，大約1/6的隕石坑直徑大於150公里，以及火星上的隕石坑可能也是可能的。剩下的月球隕石坑將是另一組大小分佈不同，可能是行星形成後留下的星子撞擊物的結果。這種隕石坑縮放定律在再現最近形成的大隕石坑方面也更成功。
與後期重轟炸有關的隕石坑和撞擊盆地可能還有另一個原因。最近提供的一些替代方案包括火星上形成北極盆地的撞擊碎片，以及曾經在水星內部運行的失落行星之間的災難性碰撞。這些解釋都有其潜在的問題，例如，北極盆地形成的時間，以及物體是否應該留在水星內側的軌道上。還提出了類地行星形成後留下的星子的單調遞減轟擊。這個假說要求月球地函結晶得相對較晚，這可以解釋地球和月球中高度戈德施密特分類法#嗜鐵元素濃度的不同。然而，之前的一項工作發現，由於碰撞演化，這一種群中最動態穩定的部分將被耗盡，從而不太可能形成幾個甚至最後兩個撞擊盆地。

## 提議的名稱
根據Nesvorný的說法，同事們為假想的第五顆巨行星提出了幾個名字：黑帝斯（英語：Hades），以希臘的冥界之神命名；Liber，羅馬酒神的名字，是酒神和巴克斯的同源物；和梅費提斯（英語：Mephitis），以羅馬有毒氣體女神的名字命名。另一個建議是蘇斯博士的兒童讀物《戴帽子的猫》中的「第一件事」（英語：Thing 1）。

## 關於第九行星的筆記
在2016年1月，巴蒂金和布朗提出，一顆遙遠的大質量第九行星負責幾個半長軸大於250天文單位的跨海王星天體的近日點排列。2017年11月，布朗在回覆推特上關於尼斯五行星模型和第九行星之間相關性的詢問時表示：「我認為第九行星很有可能是尼斯五行星」。雖然在尼斯五行星模型中，第五顆巨行星的噴射機制讓人想起第九行星的起源，但包括與木星相遇在內的引力不穩定性，已經提出了其他起源。例子包括從另一顆恆星捕獲，和原位形成，然後它的軌道被一顆經過的恆星改變。